# Barbara Edelpöcková
Barbara Edelpöcková (maďarsky: Edelpöck/Edelpeck Borbála; † 9. března 1495, Klosterneuburg) byla milenka uherského krále Matyáše Korvína. Porodila královo jediné, i když nelegitimní, dítě, Jánoše Korvína. 

## Život
Barbara Edelpöcková byla dcerou Hanse Edelpöcka, občana Steinu (současná Kremže) v Dolních Rakousích. Uherský a český král Matyáš Korvín ji potkal v roce 1470 na Vídeňském summitu, kde císař Svaté říše římské Fridrich III. pořádal taneční zábavy. Matyáš ji vzal s sebou na Budín. Dne 2. dubna 1473 se jim v Budíně narodilo dítě pojmenované Jánoš Korvín, kterého Barbara do roku 1476 vychovávala v Banské Bystrici v domě darovaném králem Matyášem. V roce 1476 se Matyáš oženil s Beatricí Aragonskou a poté, co neměli děti, uznal v roce 1479 Jánoše Korvína za svého legitimního syna.
Barbara Edelpöcková se v roce 1476 provdala za Friedricha von Enzersdorf, se kterým měla další dvě děti (což bylo uvedeno v závěti, ale jejich jména nejsou známa). Žili na zámku, který koupil Matyáš v Enzersdorfu v Dolních Rakousích. Zemřela v Klosterneuburgu v Dolních Rakousích 9. března 1495.